# 阿納·比亞特麗斯·科雷亞
阿納·比亞特麗斯·席尔瓦·科雷亞（英語：Ana Beatriz Silva Correa，1992年2月7日—）是一名巴西女子排球運動員，司職副攻。現效力於意甲豪門斯坎迪奇女排俱樂部。
她是巴西國家女子排球隊一員。科雷亞亞代表巴西分別在2017年女子世界大冠軍盃排球賽奪得銀牌。

## 獎項

### 个人荣誉
- 2017年世界女排大獎賽：最佳副攻
- 2019年世界女排聯賽：最佳副攻

### 國家隊
- 2017年女子世界大冠軍盃排球賽： - 銀牌
- 2017年世界女排大獎賽： - 金牌
- 2019年世界女排聯賽： - 銀牌